# ماتسوکاوا، ناگانو (شیمواینا)
ماتسوکاوا، ناگانو، (شیمواینا) (به لاتین: Matsukawa, Nagano (Shimoina)) یک منطقهٔ مسکونی در ژاپن است که در استان ناگانو واقع شده‌است. ماتسوکاوا ۷۲٫۷۹ کیلومترمربع مساحت و ۱۳٬۱۱۱ نفر جمعیت دارد.